# 신광천
신광천(神光川)은 경상북도 포항시 남구 오천읍 항사리의 오어지에서 발원하여 북동류하다가 용산교 부근에서 냉천으로 흘러드는 강이다.